# Mar del Plata

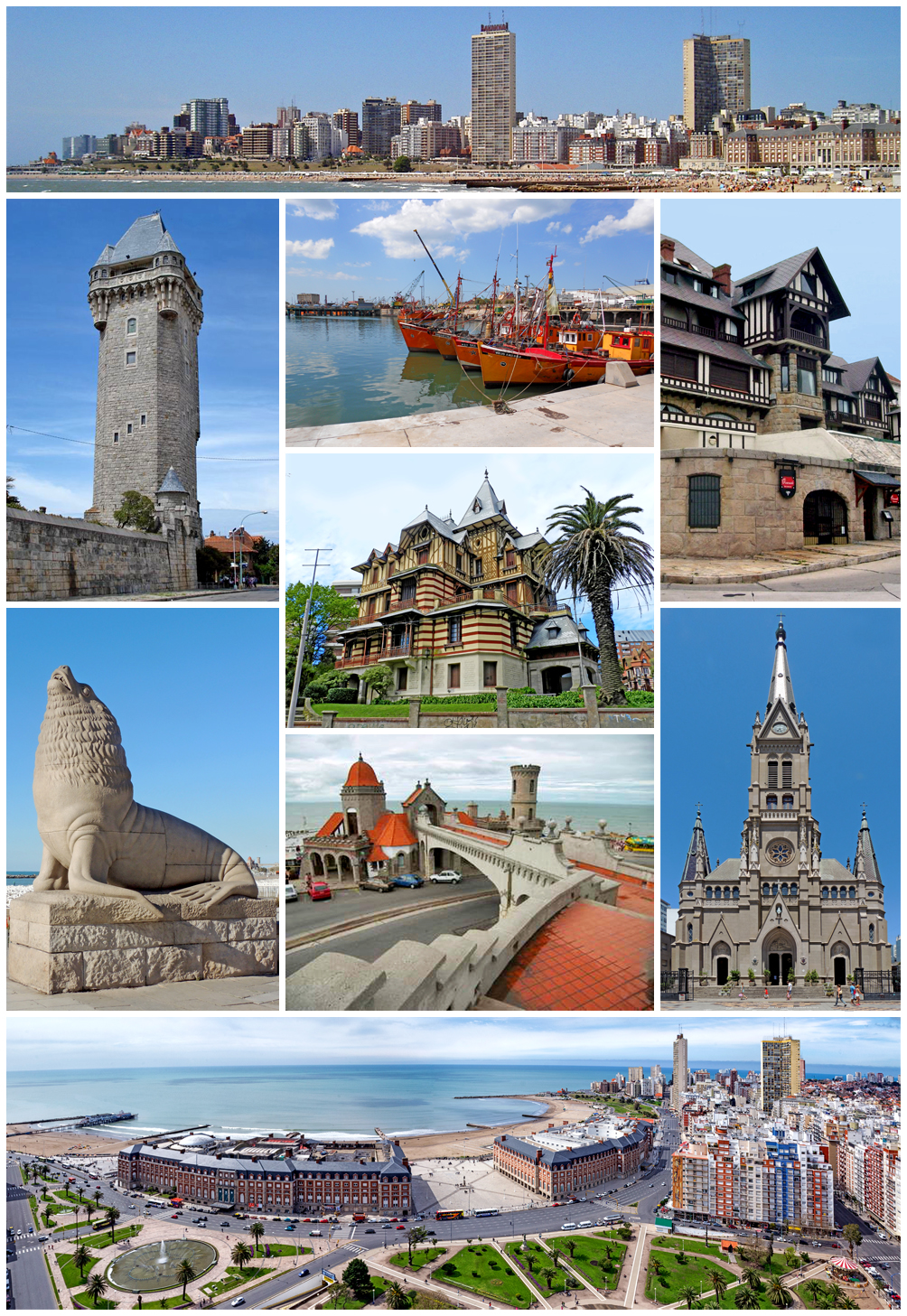
Thắng cảnh tại Mar del Plata

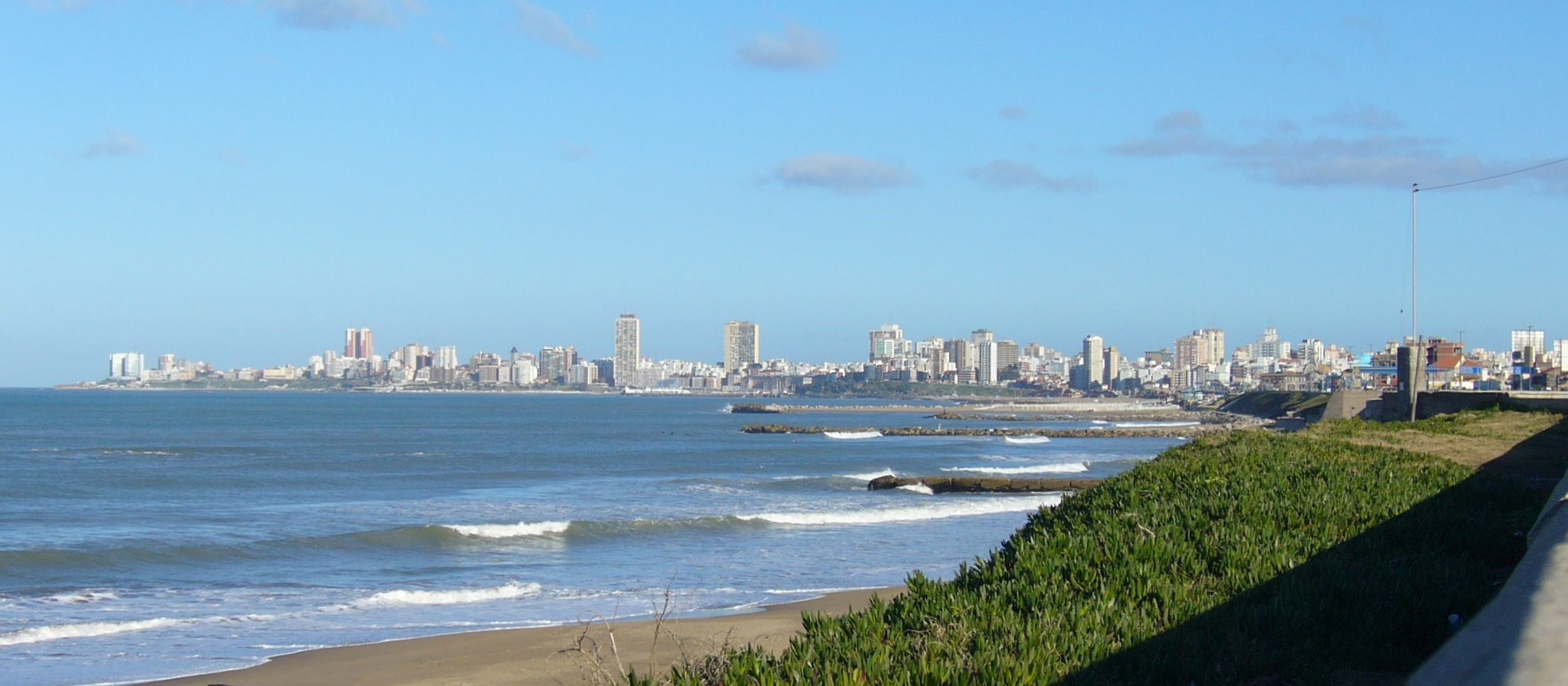

Mar del Plata là thành phố ở phía đông Argentina, tỉnh Buenos Aires, bên bờ Đại Tây Dương tại Cape Corrientes. Mar del Plata có diện tích 79,48 km² (30,7 dặm vuông), nằm ở cao độ 38 m (125 ft), dân số năm 2001 là 541.733 người. Thành phố này là một khu vực nghỉ mát hàng đầu ở Argentina với các bãi biển, công viên và có một trong những sòng bạc lớn nhất thế giới, ngoài ra còn có dịch vụ câu cá thể thao. Mar de Plata là một trung tâm thương mại và chế biển hải sản lớn. Thành phố này có nhà thờ San Pedro, Đại học Mar del Plata (thành lập năm 1961), nhà hát Colón, các vườn thực vật. Thành phố này cũng là nơi có một căn cứ hải quân. Mar del Plata được thành lập năm 1874.

## Khí hậu
| Dữ liệu khí hậu của Mar del Plata (1961–1990)                      | Dữ liệu khí hậu của Mar del Plata (1961–1990) | Dữ liệu khí hậu của Mar del Plata (1961–1990) | Dữ liệu khí hậu của Mar del Plata (1961–1990) | Dữ liệu khí hậu của Mar del Plata (1961–1990) | Dữ liệu khí hậu của Mar del Plata (1961–1990) | Dữ liệu khí hậu của Mar del Plata (1961–1990) | Dữ liệu khí hậu của Mar del Plata (1961–1990) | Dữ liệu khí hậu của Mar del Plata (1961–1990) | Dữ liệu khí hậu của Mar del Plata (1961–1990) | Dữ liệu khí hậu của Mar del Plata (1961–1990) | Dữ liệu khí hậu của Mar del Plata (1961–1990) | Dữ liệu khí hậu của Mar del Plata (1961–1990) | Dữ liệu khí hậu của Mar del Plata (1961–1990) |
| Tháng                                                              | 1                                             | 2                                             | 3                                             | 4                                             | 5                                             | 6                                             | 7                                             | 8                                             | 9                                             | 10                                            | 11                                            | 12                                            | Năm                                           |
| ------------------------------------------------------------------ | --------------------------------------------- | --------------------------------------------- | --------------------------------------------- | --------------------------------------------- | --------------------------------------------- | --------------------------------------------- | --------------------------------------------- | --------------------------------------------- | --------------------------------------------- | --------------------------------------------- | --------------------------------------------- | --------------------------------------------- | --------------------------------------------- |
| Cao kỉ lục °C (°F)                                                 | 39.3 (102.7)                                  | 38.1 (100.6)                                  | 36.3 (97.3)                                   | 32.5 (90.5)                                   | 27.4 (81.3)                                   | 22.2 (72.0)                                   | 27.7 (81.9)                                   | 24.7 (76.5)                                   | 28.8 (83.8)                                   | 34.4 (93.9)                                   | 35.7 (96.3)                                   | 39.4 (102.9)                                  | 39.4 (102.9)                                  |
| Trung bình ngày tối đa °C (°F)                                     | 26.3 (79.3)                                   | 25.8 (78.4)                                   | 23.7 (74.7)                                   | 20.5 (68.9)                                   | 16.8 (62.2)                                   | 13.8 (56.8)                                   | 13.1 (55.6)                                   | 14.4 (57.9)                                   | 16.0 (60.8)                                   | 18.5 (65.3)                                   | 21.7 (71.1)                                   | 24.4 (75.9)                                   | 19.6 (67.3)                                   |
| Trung bình ngày °C (°F)                                            | 20.3 (68.5)                                   | 19.9 (67.8)                                   | 18.0 (64.4)                                   | 14.6 (58.3)                                   | 11.3 (52.3)                                   | 8.5 (47.3)                                    | 8.1 (46.6)                                    | 8.9 (48.0)                                    | 10.5 (50.9)                                   | 13.1 (55.6)                                   | 15.9 (60.6)                                   | 18.5 (65.3)                                   | 14.0 (57.2)                                   |
| Tối thiểu trung bình ngày °C (°F)                                  | 14.3 (57.7)                                   | 14.1 (57.4)                                   | 12.5 (54.5)                                   | 9.1 (48.4)                                    | 6.4 (43.5)                                    | 4.1 (39.4)                                    | 3.8 (38.8)                                    | 4.0 (39.2)                                    | 5.3 (41.5)                                    | 7.6 (45.7)                                    | 10.1 (50.2)                                   | 12.7 (54.9)                                   | 8.7 (47.7)                                    |
| Thấp kỉ lục °C (°F)                                                | 4.7 (40.5)                                    | 1.2 (34.2)                                    | 1.9 (35.4)                                    | −1.0 (30.2)                                   | −3.0 (26.6)                                   | −5.5 (22.1)                                   | −9.3 (15.3)                                   | −6.4 (20.5)                                   | −5.5 (22.1)                                   | −3.0 (26.6)                                   | −2.0 (28.4)                                   | −0.2 (31.6)                                   | −9.3 (15.3)                                   |
| Lượng Giáng thủy trung bình mm (inches)                            | 100.1 (3.94)                                  | 72.8 (2.87)                                   | 107.0 (4.21)                                  | 73.3 (2.89)                                   | 73.5 (2.89)                                   | 54.9 (2.16)                                   | 58.9 (2.32)                                   | 64.0 (2.52)                                   | 56.4 (2.22)                                   | 83.4 (3.28)                                   | 75.3 (2.96)                                   | 104.0 (4.09)                                  | 923.6 (36.36)                                 |
| Số ngày giáng thủy trung bình (≥ 0.1 mm)                           | 9                                             | 8                                             | 9                                             | 9                                             | 9                                             | 9                                             | 9                                             | 8                                             | 7                                             | 10                                            | 10                                            | 10                                            | 107                                           |
| Độ ẩm tương đối trung bình (%)                                     | 76                                            | 77                                            | 79                                            | 81                                            | 83                                            | 84                                            | 81                                            | 81                                            | 80                                            | 80                                            | 77                                            | 76                                            | 80                                            |
| Số giờ nắng trung bình tháng                                       | 288.3                                         | 234.5                                         | 232.5                                         | 195.0                                         | 167.4                                         | 120.0                                         | 127.1                                         | 164.3                                         | 174.0                                         | 210.8                                         | 222.0                                         | 269.7                                         | 2.405,6                                       |
| Phần trăm nắng có thể                                              | 63                                            | 60                                            | 54                                            | 58                                            | 51                                            | 41                                            | 42                                            | 46                                            | 47                                            | 51                                            | 52                                            | 59                                            | 52                                            |
| Nguồn 1: NOAA                                                      |                                               |                                               |                                               |                                               |                                               |                                               |                                               |                                               |                                               |                                               |                                               |                                               |                                               |
| Nguồn 2: Servicio Meteorológico Nacional (ngày giáng), UNLP (nắng) |                                               |                                               |                                               |                                               |                                               |                                               |                                               |                                               |                                               |                                               |                                               |                                               |                                               |